# Бобровник (Польща)
Бобровник (пол. Bobrownik, нім. Bewernick) — село в Польщі, у гміні Лідзбарк-Вармінський Лідзбарського повіту Вармінсько-Мазурського воєводства.
Населення — 78 осіб (2011).
У 1975-1998 роках село належало до Ольштинського воєводства.

## Демографія
Демографічна структура станом на 31 березня 2011 року:
|          | Загалом | Допрацездатний вік | Працездатний вік | Постпрацездатний вік |
| -------- | ------- | ------------------ | ---------------- | -------------------- |
| Чоловіки | 40      | 10                 | 26               | 4                    |
| Жінки    | 38      | 9                  | 24               | 5                    |
| Разом    | 78      | 19                 | 50               | 9                    |